# Třída Tajmyr
Třída Tajmyr je třída ruských jaderných ledoborců s malým ponorem. Jsou určeny především k čištění ústí velkých řek a plavebních tras v průlivech. Představují třetí generaci sovětských a ruských jaderných ledoborců. Celkem byly postaveny dvě jednotky této třídy. Objednány byly ještě za Sovětského svazu, ale dodány byly až po jeho rozpadu. Ve službě jsou od roku 1989. Jejich provozovatelem je dceřiná společnost Rosatomu Atomflot.

## Stavba
Ledoborce byly navrženy v rusko-finské spolupráci. Finská společnost Wärtsilä Marine v loděnici Hietalahti v Helsinkách postavila samotné platformy, které následně vybavila jadernými pohony ruská loděnice Baltijskij zavod.
Jednotky třídy Tajmyr:
| Jméno  | Založení kýlu | Spuštěna | Vstup do služby | Status  |
| ------ | ------------- | -------- | --------------- | ------- |
| Tajmyr | 1985          | 1987     | 1989            | aktivní |
| Vajgač |               | 1988     | 1990            | aktivní |

## Konstrukce

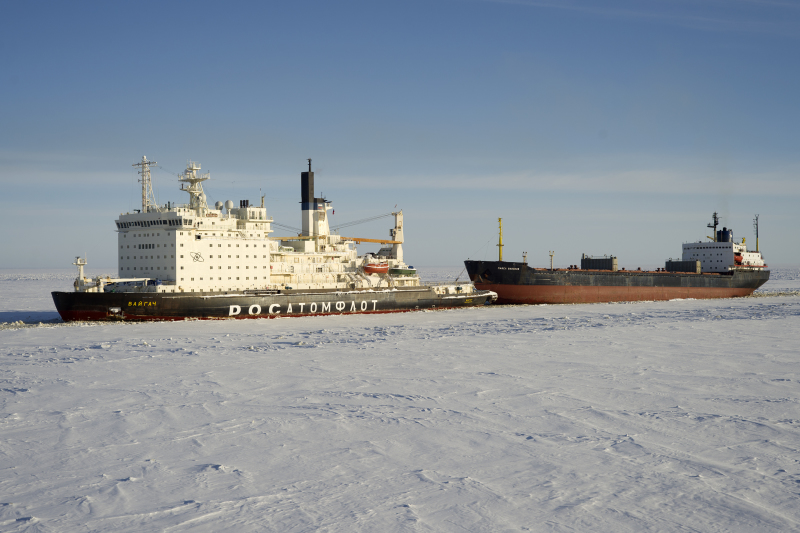
Ledoborec Vajgač s nákladní lodí Pavel Vavilov

Na zádi je umístěna přistávací plocha pro vrtulník Kamov Ka-32. Pohonný systém využívá jeden jaderný reaktor KLT-40M (32,5 MW). Má výkon 51 000 hp. Roztáčí tři lodní šrouby. Nejvyšší rychlost dosahuje 18,5 uzlu. V zaledněných oblastech překoná až 1,8 metru silný led rychlostí dva uzly.

### Modernizace
Roku 2017 byly dokončeny práce na prodloužení životnosti reaktoru z plánovaných 100 000 hodin na dvojnásobek.